# Zkušební trolejbusová trať Ostrov–Jáchymov

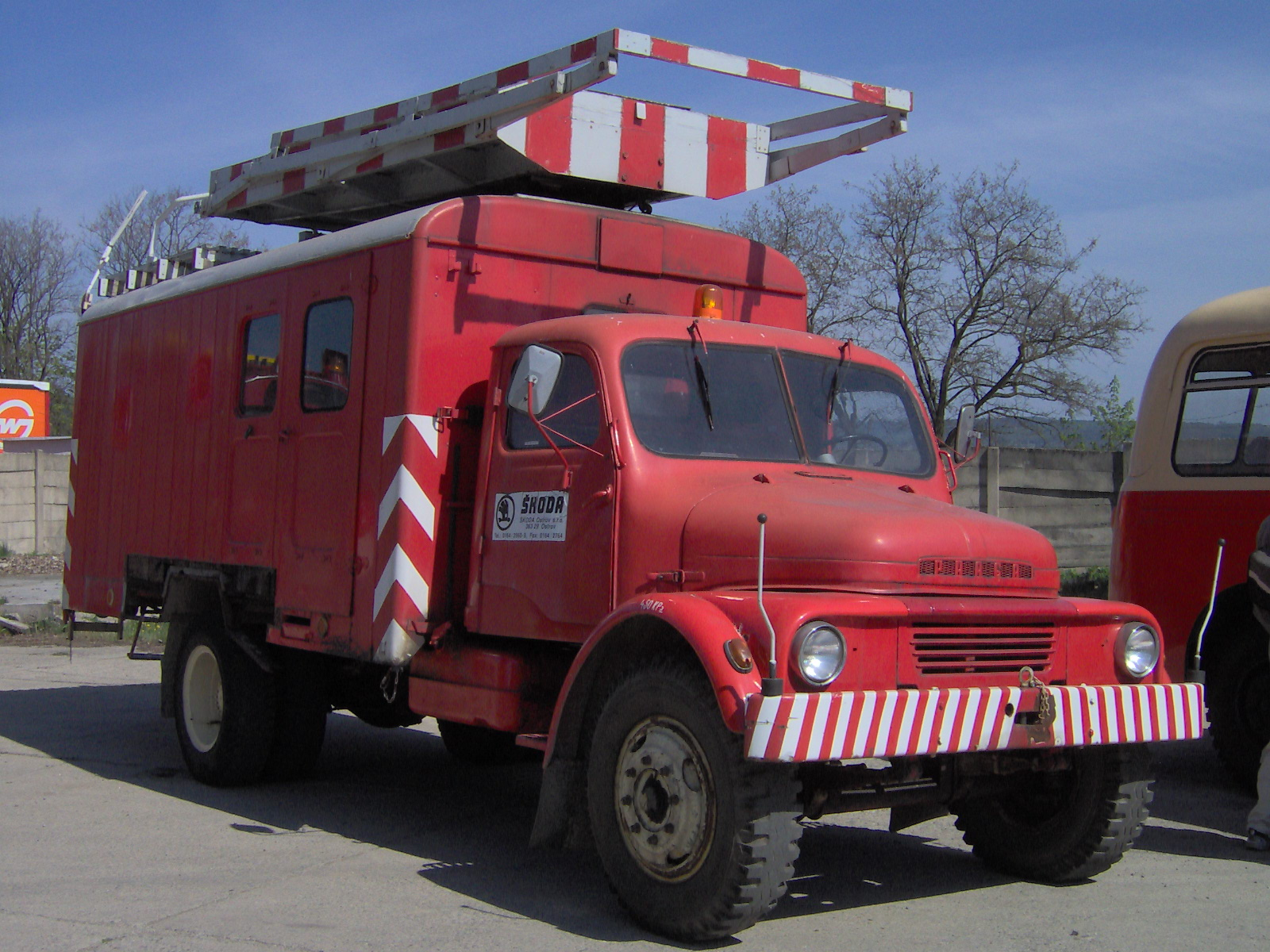
Montážní vůz trolejového vedení Praga S5T, který byl do roku 2004 využíván na trati do Jáchymova, při dni otevřených dveří v depozitáři Technického muzea v Brně

Zkušební trolejbusová trať Ostrov – Jáchymov byla postavena v roce 1963 pro zkoušky trolejbusů značky Škoda, které byly od roku 1960 vyráběny v nově postaveném závodě podniku Škoda Ostrov v ostrovské místní části Dolní Žďár. Trať vedla od závodu, kde byla před jeho bránou umístěna smyčka, úzkým údolím Jáchymovského potoka po silnici do Jáchymova. V tomto městě se nacházely dvě smyčky. První byla postavena na začátku Jáchymova u Radiumpaláce, druhá vznikla až na horním konci města u kostela svatého Jáchyma a svaté Anny. Trať byla dlouhá 6,1 km a byla po celé délce dvoustopá. Výhodou této zkušební trati (pravidelná doprava osob zde nikdy nefungovala) byl kopcovitý terén se stoupáním až 12 %, který umožnil prověřit právě vyrobené trolejbusy.
Trať byla v 80. letech zmodernizována. V roce 2004 byla v ostrovském závodě ukončena výroba trolejbusů, která byla přesunuta zpět do Plzně (Škoda Electric). V Ostrově byla zachována pouze výroba náhradních dílů pro starší vozy a výroba náhradních karoserií. Poslední trolejbusy vyrobené v Ostrově (českobudějovické 15TrMM ev. č. 56 a 57) vyjely na trať do Jáchymova 28. července 2004. Trolejové vedení bylo demontováno v létě 2006, sloupy trakčního vedení byly sneseny pouze v meziměstském úseku mezi Horním Žďárem a Jáchymovem, na území Ostrova a Jáchymova byly většinou zachovány.
Na trati byl Škodovkou využíván montážní vůz trolejového vedení Praga S5T (rok výroby 1968), který byl na podzim 2004 předán Technickému muzeu v Brně.